# 叶尔加瓦站
叶尔加瓦站是里加 - 叶尔加瓦、叶尔加瓦 - 利耶帕亚、叶尔加瓦 - 梅泰内、图库姆斯-叶尔加瓦和叶尔加瓦 - Krustpils铁路线上的一个火车站，车站建于1868年，是叶尔加瓦市的一个铁路枢纽。